# Humberto Tancredi
Humberto José Tancredi Carruyo (Maracaibo, Estado Zulia, Venezuela; 8 de abril de 1938-Caracas, 24 de noviembre de 2019), más conocido como Humberto Tancredi, fue un actor y locutor venezolano.
Su paso por el mundo artístico estuvo marcado por personajes de carácter, convirtiéndose en uno de los actores más buscados para este tipo de roles y, a la par de su trabajo como actor, también se destacó como locutor. Durante muchos años fue una de las «voces» de Venevision y tuvo cuatro hijos, entre ellos: el también actor y locutor de radio Humberto Tancredi Jr. y la periodista Carol Tancredi, quien trabajó en la Agencia estatal Venezolana de Noticias AVN, 

## Filmografía

### Televisión

#### Telenovelas
- Cristina (RCTV, 1970) - Rogelio, el matón
- La usurpadora (RCTV, 1971)
- La indomable ( RCTV, 1972-73)
- La italianita (RCTV, 1973) - Javier
- Valentina (RCTV, 1975) - Jeremías
- Rafaela (Venevisión 1977) Alcides
- Rosa Campos, provinciana (RCTV, 1980) - Dr. Abadí
- Marta y Javier (RCTV, 1980-81) - Dr. Pacheco
- Luisana mía (RCTV, 1981) - Luciano
- Jugando a vivir (RCTV, 1982) - Profesor Martini
- Bienvenida Esperanza (RCTV, 1983) - Doctor
- Marisela (RCTV, 1983) - Dr. Ponce
- Cristal (RCTV, 1985) - Beltrán
- Siempre hay un mañana (Venevisión y Producciones Generales, S.A. (Progesa), 1986)
- La pasión de Teresa (RCTV, 1989) - Dr. Arias
- Pasionaria (Venevisión 1990) - Jairo
- Mundo de fieras (Venevisión, 1991) - Padre Mérito
- Bellísima (Venevisión, 1992)
- Cara sucia (Venevisión, 1992) - Efraín Ortigosa
- Rosangélica (Venevisión, 1993)
- Por amarte tanto (Venevisión, 1993)
- Amor de papel (Venevisión, 1993-94)
- Peligrosa (Venevisión, 1994)
- Como tú ninguna (Venevisión, 1994-95)
- Sol de tentación (Venevisión, 1996) - Señor Feo

#### Series y Miniseries
- Quiero ser (RCTV, 1981) - Productor de televisión
- Doctora Confidencias (Venevisión y Producciones Generales, S.A. (Progesa), 1986)

#### Unitarios
- El jeque sin fondo (RCTV, 1982)

### Cine
- El siervo de Dios (Camino de la Verdad) (1968)